# Antiesenhofen
Antiesenhofen – gmina w Austrii, w kraju związkowym Górna Austria, w powiecie Ried im Innkreis. Liczy 1057 mieszkańców (1 stycznia 2015).